# Mikołaj Stadnicki (stolnik sanocki)
Mikołaj Stadnicki herbu Szreniawa bez Krzyża (ur. ?, zm. w 1629) – poseł na sejmy, stolnik sanocki.

## Życiorys
W młodości wraz z bratem Markiem podróżował po Europie, był w Niemczech, Francji, Anglii, Niderlandach i Italii. Przebywał na uniwersytetach w Bolonii i Padwie w 1611 roku.
Na sejmie 1618 roku wyrażono uznanie dla dokonań Stadnickiego w walkach z wojskami turecko-tatarskimi pod Buszą w 1617 roku. Walczył również w 1618 roku pod Oryninem. Stadnicki w tymże roku otrzymał urząd podczaszego sanockiego. W 1619 roku  posłował z sejmiku proszowickiego, i ponownie w latach 1622, 1623 i sejm zwyczajny 1629 roku.
W 1624 i 1627 roku był marszałkiem sejmiku województwa krakowskiego. W 1624 roku został mianowany pułkownikiem wojsk wystawionych przez województwo krakowskie. Od co najmniej 1627 roku był stolnikiem sanockim.

## Życie rodzinne
Był synem Andrzeja Stadnickiego i Anny z domu Niedrzwieckiej h. Ogończyk. Był bratem Stanisława, Barbary, Domiceli i Marka.
Ożenił się z Reginą Anną Borek, z którą miał pięcioro dzieci: Franciszka, Mikołaja, Krystynę, Zofię i Mariannę. Trzecim mężem Marianny był Stanisław Siciński.